# North Stoke, Lincolnshire
North Stoke var en civil parish från 1866 till 1931 då den blev en del av Stoke Rochford, i grevskapet Lincolnshire, i England. Civil parish var belägen 8 km från Grantham och hade 174 invånare år 1921. Byn nämndes i Domedagsboken (Domesday Book) år 1086, och kallades då Nortstoches.